# Napoli Briganti 82
Briganti 82 Napoli American Football Team es un club deportivo de fútbol americano de Nápoles, Campania (Italia). Juega de local en el Briganti Field. Actualmente compite en la Nine Football League de la FIDAF (Federazione Italiana di American Football).

## Historia
Briganti Napoli fue fundado por Nicola Cirillo y Matteo Garofalo en 1998 en la ciudad de Nápoles. A la hora de elegir el nombre, los dos presidentes-fundadores se inspiraron en un libro sobre los briganti, como fueron apodados los rebeldes que lucharon contra las injusticias de los piamonteses en el Sur de Italia durante los primeros años unitarios.
En la temporada 2008/09, bajo la guía del nuevo entrenador en jefe Brennan Schmidt, exjugador de la NFL, Briganti Napoli disputó la Silver League-FIF en el Grupo Sur. Al término de una Perfect Season sin derrotas, los napolitanos ganaron Ravens Imola (primer clasificado del Grupo Norte) en la final, consagrándose campeones del SilverBowl.
En 2014 se inscribió en la Italian Football League, la competición más importante de fútbol americano en Italia. Debido a la expansión de la liga, el equipo Napoli pudo jugar la temporada IFL 2015.
 En 2019 fue subcampeón del CIF9.
En 2021 se fusionó con 82'ers Napoli, dando vida a Briganti 82 Napoli.

## Palmarés
- 1 SilverBowl, en 2008/09.